# Lista över Göteborgs högsta byggnader

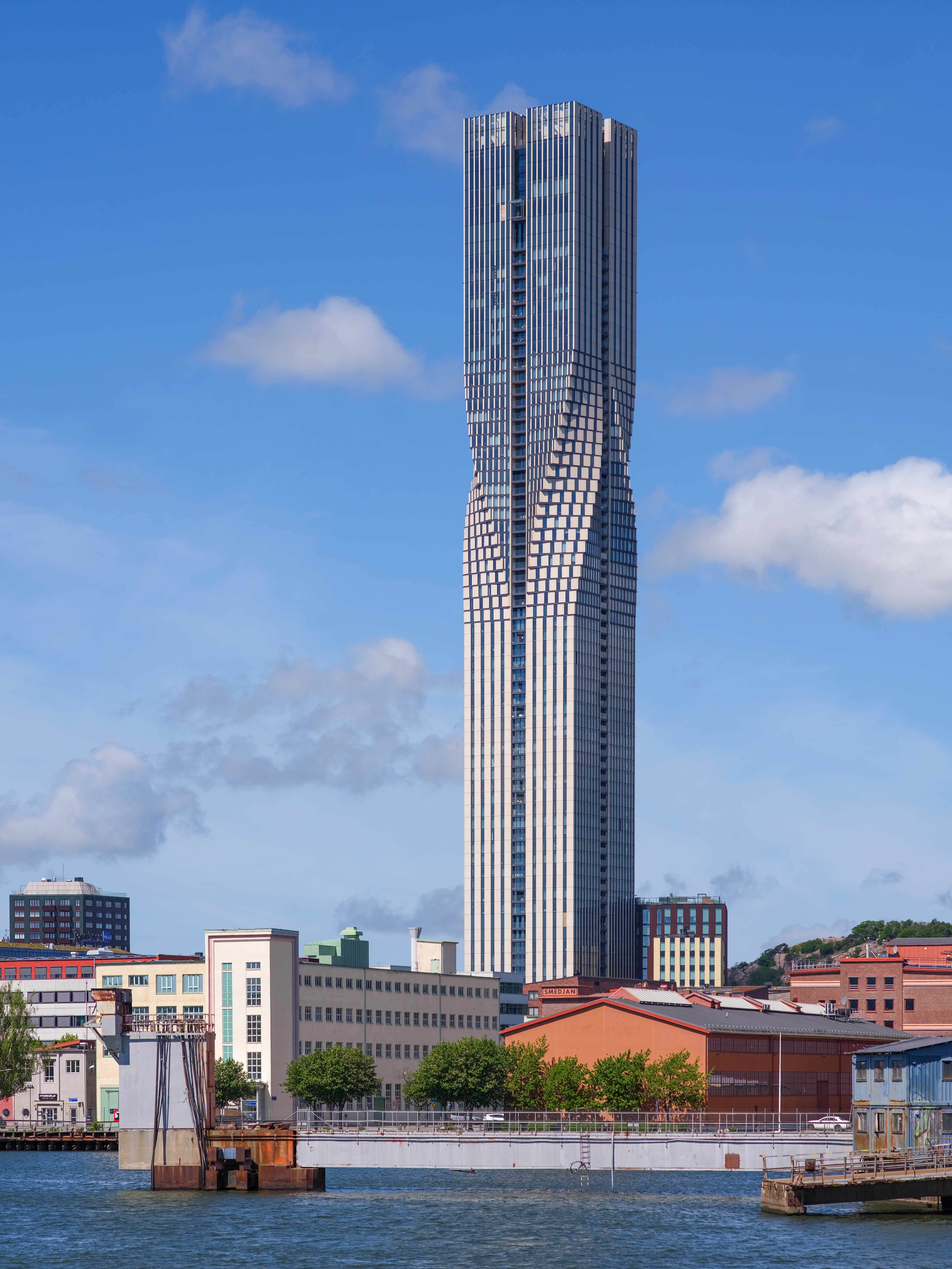
Karlatornet är Göteborgs högsta byggnad.

Det här är en lista över Göteborgs högsta byggnader. Se även Lista över Sveriges högsta byggnader.

## Göteborgs högsta byggnader
| Byggnad                     | Höjd   | Vån. | År   |
| --------------------------- | ------ | ---- | ---- |
| Karlatornet                 | 246 m  | 74   | 2024 |
| Citygate                    | 144 m  | 36   | 2022 |
| Kineum                      | 110 m  | 28   | 2022 |
| Hotell Draken               | 104 m  | 34   | 2023 |
| Gothia East Tower           | 96 m   | 29   | 2014 |
| Gårda Vesta                 | 95 m   | 25   | 2021 |
| Lilla Bommen                | 86 m   | 22   | 1989 |
| Kronjuvelen                 | 83 m   | 26   | 2022 |
| Gothia Crown Tower          | 82 m   | 25   | 2013 |
| Hotel The Weaver            | 76 m   | 22   | 2021 |
| Gothia West Tower           | 75 m   | 23   | 2001 |
| Gamlestads Torg 7           | 74 m   | 17   | 2018 |
| Celsiusterrassen, Eriksberg | 70m    | 23   | 2024 |
| Oscar Fredriks kyrka        | 70 m   | -    | 1898 |
| Platinan                    | 69 m   | 18   | 2022 |
| ÅF-huset                    | 65 m   | 16   | 2014 |
| Gröna Skrapan               | 64 m   | 17   | 2010 |
| Masthuggskyrkan             | 62 m   | -    | 1914 |
| Johannebergskyrkan          | 62 m   | -    | 1940 |
| Stuveriet                   | 61 m   | 17   | 2022 |
| Ullevi Park                 | 61 m   | 16   | 2015 |
| Atmosfär, Karlastaden       | 61 m   | 17   | 2023 |
| Annedalskyrkan              | 60 m   | -    | 1910 |
| Mimo, Mölndal centrum       | ≈ 60 m | 17   | 2024 |

## Pågående projekt
Status benämns som Under konstruktion (UK), Laga kraft, Samråd eller Startplan etc. Årtalet efter Startplan anger vilket år detaljplanearbetet var tänkt att påbörjas när planbesked gavs.
| Byggnad                         | Höjd    | Vån. | Färdigt | Status         |
| ------------------------------- | ------- | ---- | ------- | -------------- |
| Global Business Gate            | +100 m  | 26   | 2027    | UK             |
| Kaj 16                          | 78,5 m  | 17   | 2026    | UK             |
| Virgo, Karlastaden              | 103,25  | 27   | ?       | Pausad         |
| Lynx, Karlastaden               | 65 m    | 17   | ?       | Pausad         |
| Cassiopeja, Karlastaden         | 145 m   | 43   | 2028    | Laga kraft     |
| Region City hus B1              | ≈ 130 m | ?    | 2033    | Laga Kraft     |
| Auriga, Karlastaden             | 125 m   | 36   | 2030    | Laga kraft     |
| Region City hus B2              | ≈ 110 m | ?    | 2034    | Laga Kraft     |
| Region City kvarter A           | ≈ 110 m | ?    | 2031    | Laga Kraft     |
| Sahlgrenska hus 3               | 90 m    | 23   | 2027    | Laga kraft     |
| Region City hus C               | ≈ 85 m  | ?    | 2032    | Laga Kraft     |
| Deltahuset, Backaplan           | 75 m    | 19   | 2027    | Laga kraft     |
| Almedals Fabriker 1             | ≈ 84 m  | ≈23  |         | Granskning     |
| Almedals Fabriker 2             | ≈ 80 m  | ≈22  |         | Granskning     |
| Ernst Fontells plats (två torn) | ≈ 75 m  | ≈18  |         | Granskning     |
| Kriminalvården/Polishuset       | ≈ 75 m  | ≈18  |         | Granskning     |
| Kilsgatan                       | ≈ 70 m  | ≈18  |         | Granskning     |
| Backaplan                       | 150 m   | 36   |         | Samråd         |
| Svenska mässan + One            | 140 m   | 40   | 2028    | Samråd         |
| Campus Lundby 1                 | 100 m   | 24   | 2027    | Samråd         |
| Frölunda Torg                   | 98 m    | 24   |         | Samråd         |
| Campus Lundby 2                 | 77 m    | 18   | 2027    | Samråd         |
| Swedenborgsgatan                | 77 m    | 24   |         | Samråd         |
| Hjalmar Brantingsplatsen        | 72 m    | 21   |         | Samråd         |
| HK3 (SKF-huset), påbyggnad      |         | 19   |         | Samråd         |
| Kämpegatan                      |         | 16+  | 2027    | Samråd         |
| Utbyggnad Navet Lindholmen      | ≈ 100 m | 27   | 2025    | Startplan 2019 |
| The Nudge                       | 80 m    | 22   | 2030    | Startplan 2022 |
| Svenska mässan - Tower 5        | 110 m   | 35   | 2030    |                |

## Övriga byggnadsverk och konstruktioner i urval

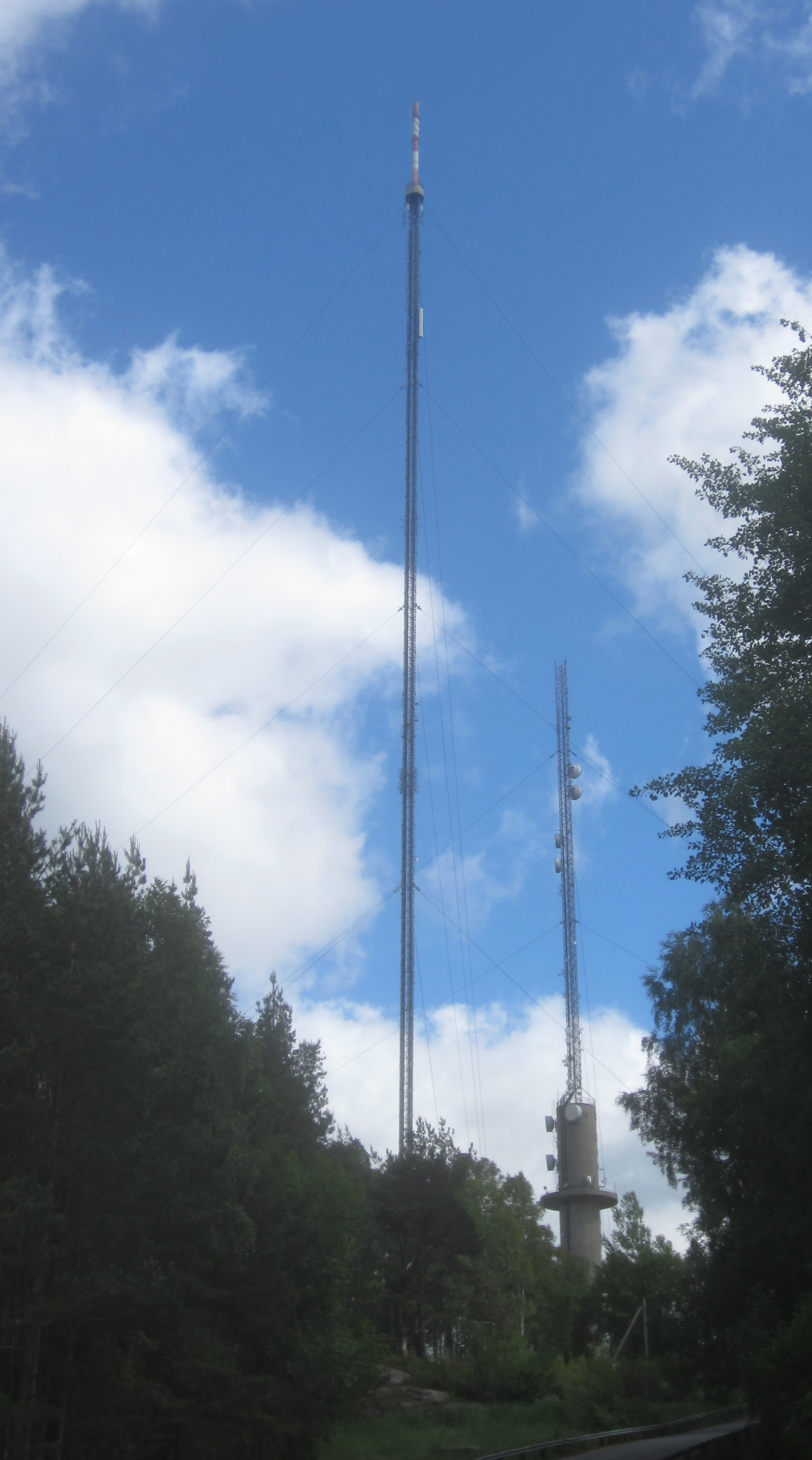
Brudaremossens mast.

| Konstruktioner                   | Höjd  | Användningsområde | År   |
| -------------------------------- | ----- | ----------------- | ---- |
| Brudaremossenmasten              | 331m  | TV-mast           | 1980 |
| Skorstenen, Sävenäs              | 126 m | Skorsten          | 1972 |
| Containerkranarna, Skandiahamnen | 118 m | Kranar            | 2006 |
| Lisebergstornet                  | 116 m | Åkattraktion      | 1990 |
| Älvsborgsbrons pyloner           | 107 m | Hängbro           | 1966 |
| Skorsten Rosenlundsverken        | 98 m  | Skorsten          | ?    |
| Bockkranen, Eriksberg            | 84 m  | Kran              | 1968 |
| Lisebergshjulet                  | 60 m  | Åkattraktion      | 2010 |
| Tyska kyrkan                     | 54 m  |                   | 1783 |
| Domkyrkan                        | 53 m  |                   | 1825 |

## Rivna byggnader

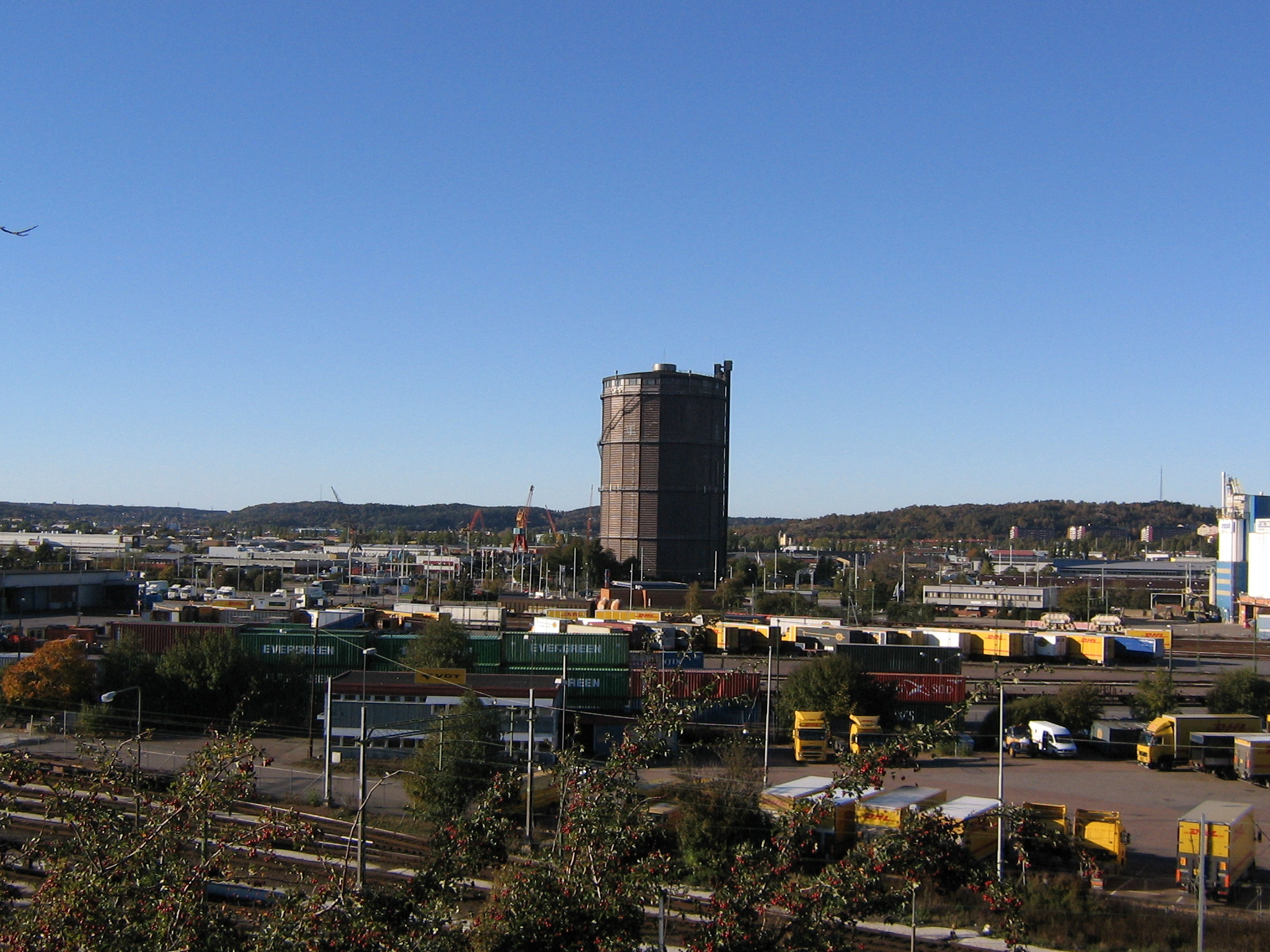
Gasklockan i Gullbergsvass.

Gasklockan, som byggdes 1933, var Göteborgs högsta byggnad fram till 1989, då Läppstiftet byggdes. Gasklockan var 86 meter hög och revs 2017. Den var vid den tidpunkten Göteborgs tredje högsta byggnad.. Den var placerad norr om Falutorget mellan Mårten Krakowgatan och Gullbergskaj.

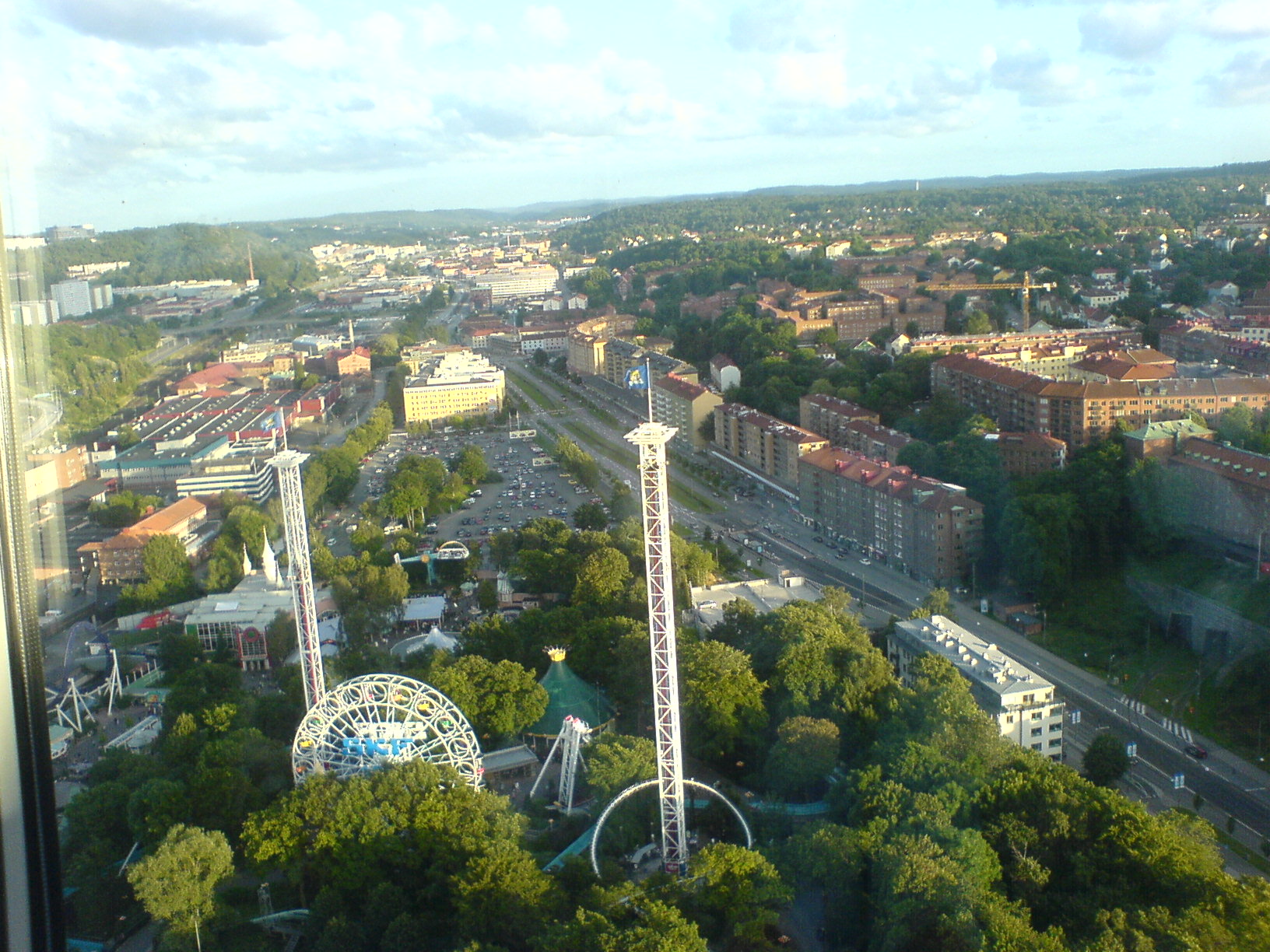
Åkattraktionrrna Uppskjutet och höjdskräck en. I mitten syns Parishjulet. Samtliga dessa attraktioner är idag rivna.

Åkattraktionerna Uppskjutet och Höjdskräcken på Liseberg som invigdes 1996 respektive 2000  var cirka 60 meter höga och revs 2015.

## Bilder

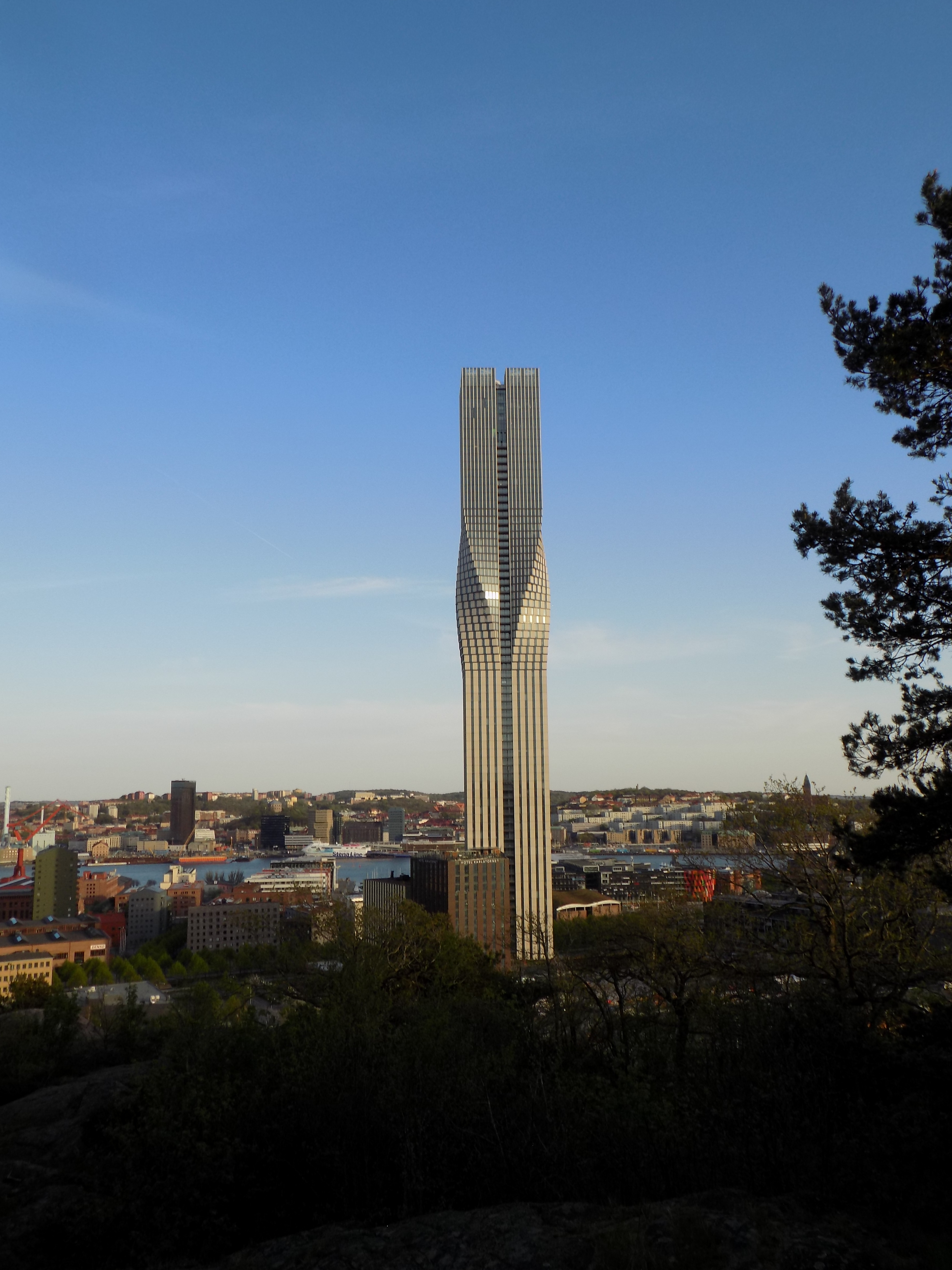
Karlatornet
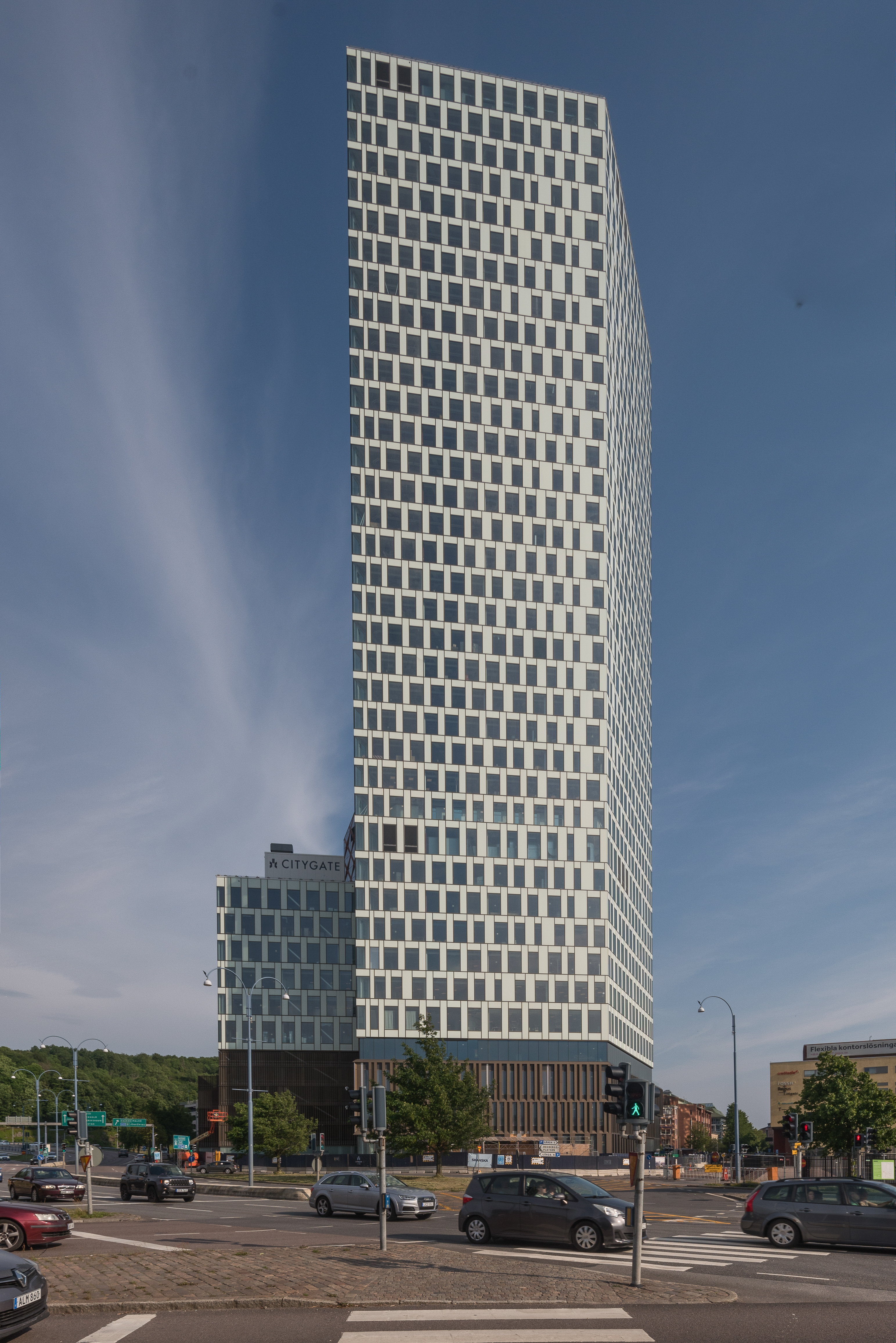
Citygate
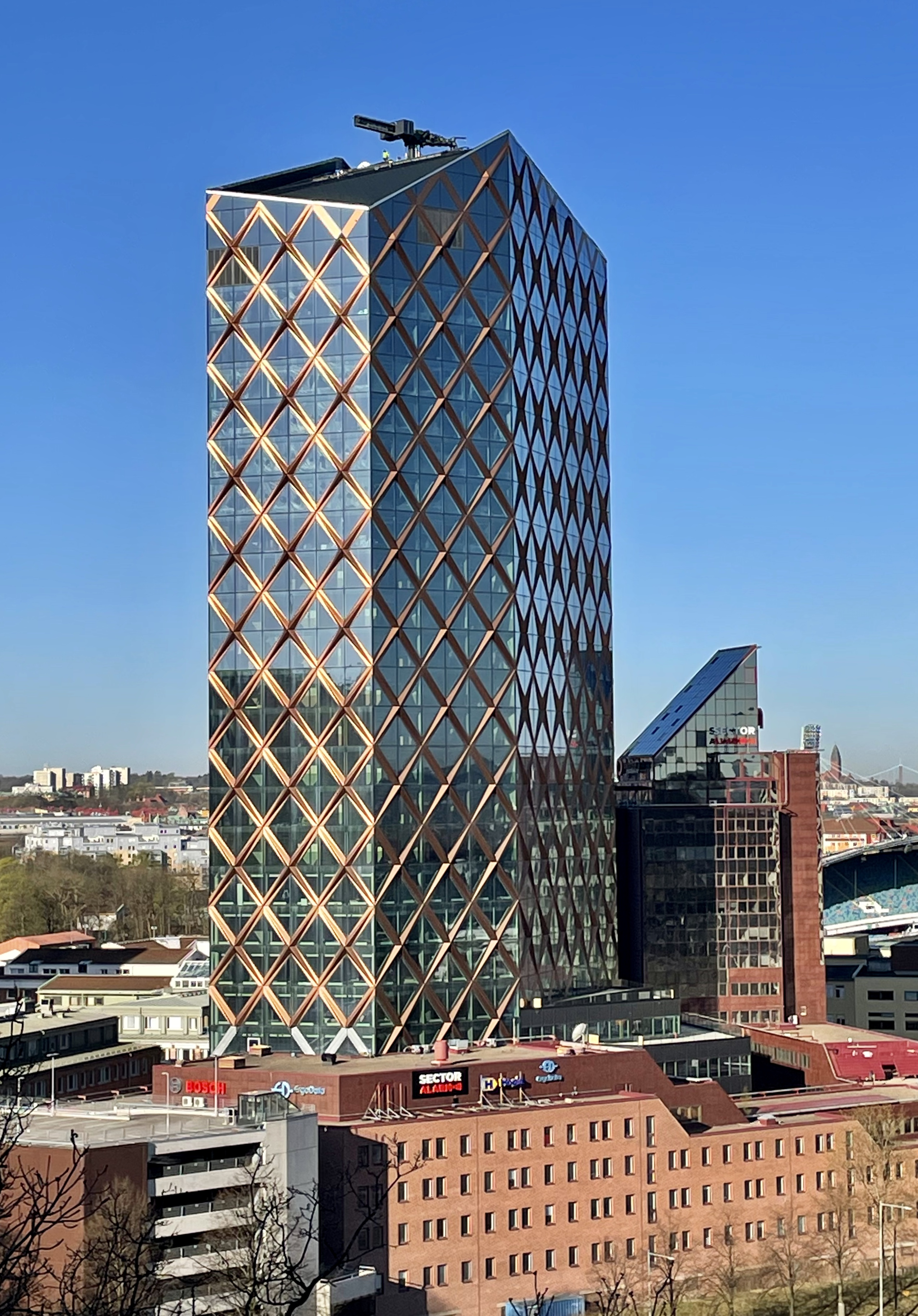
Kineum
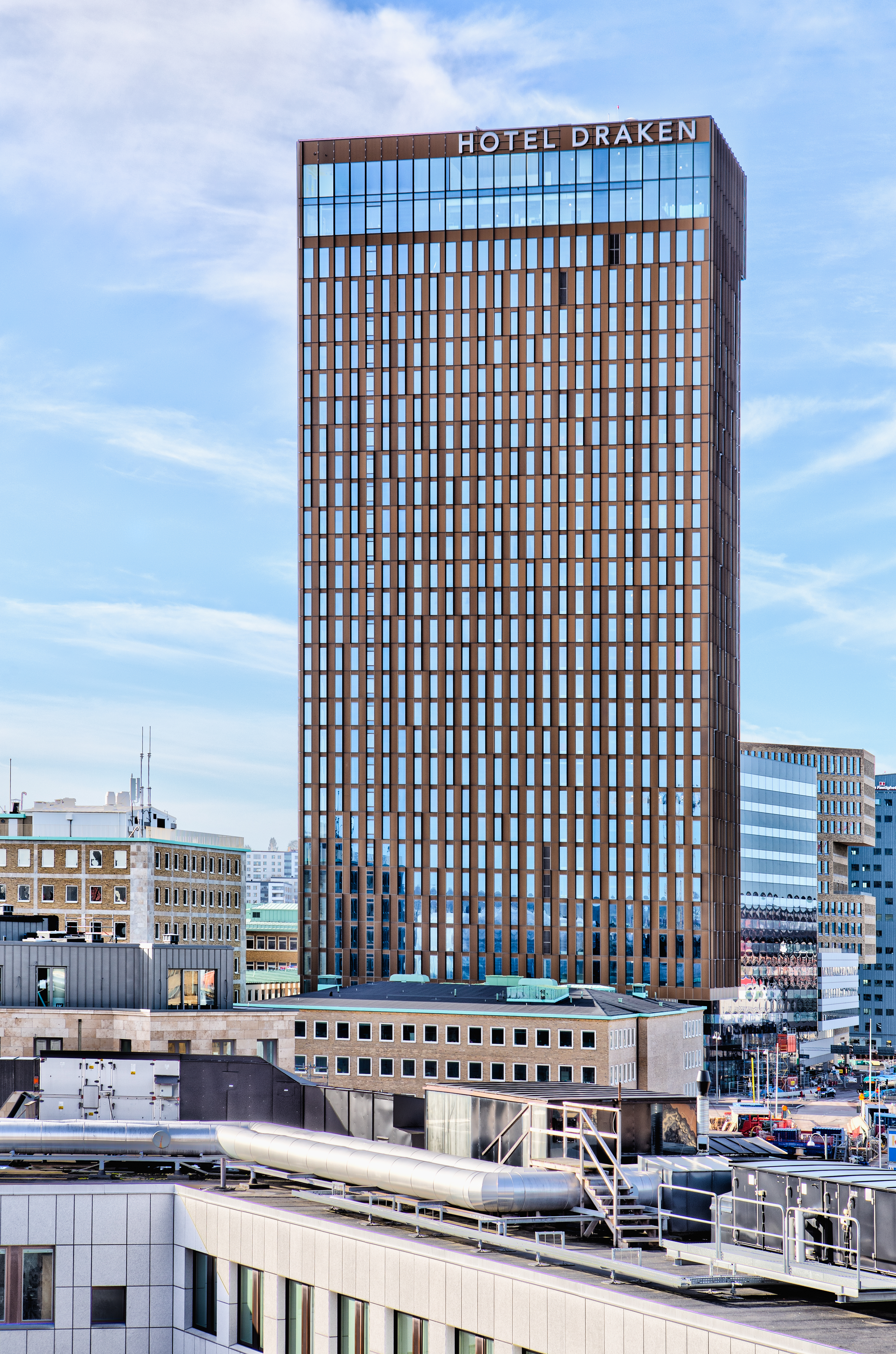
Clarion Hotel Draken, februari 2023
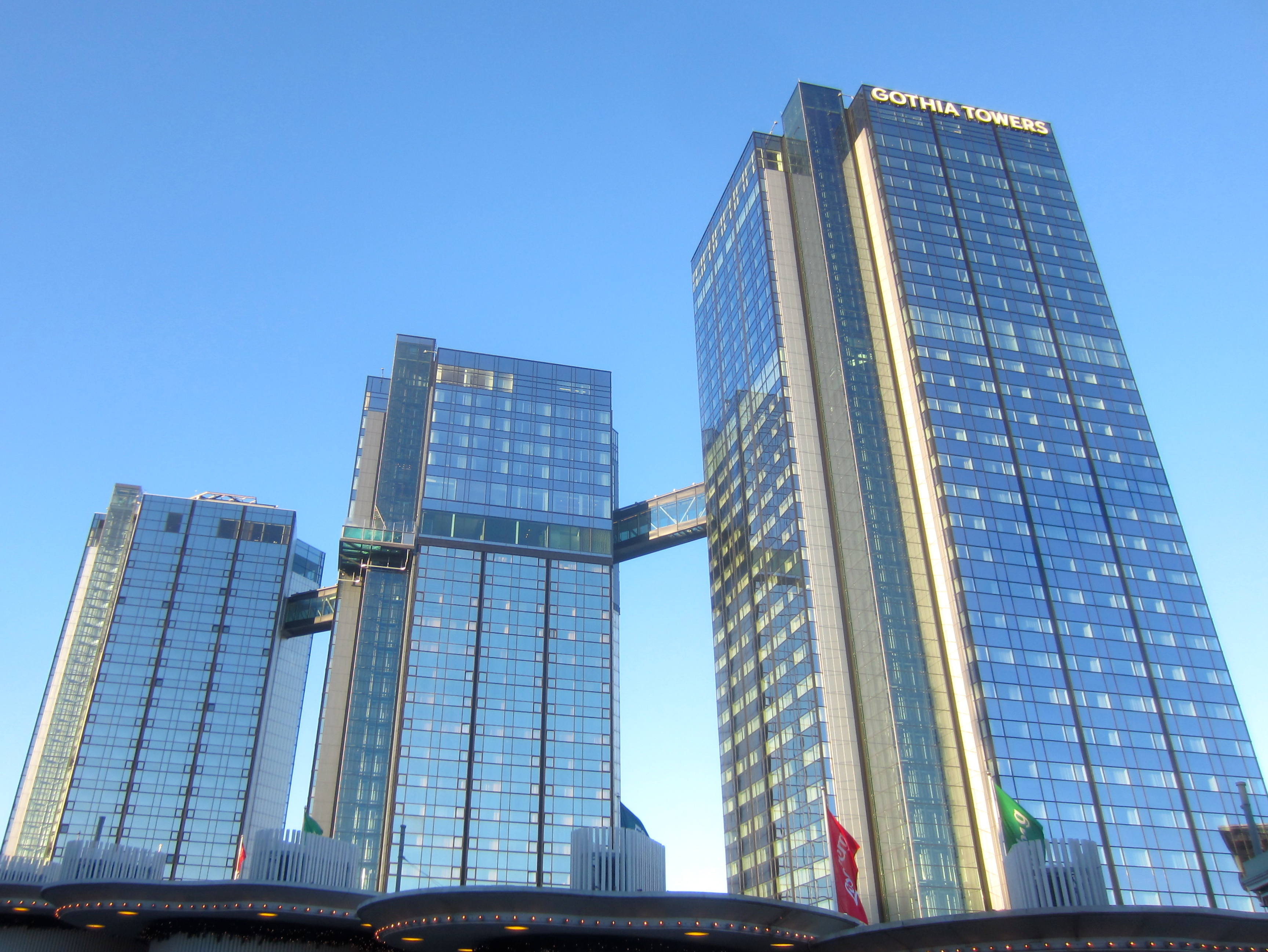
Gothia Towers
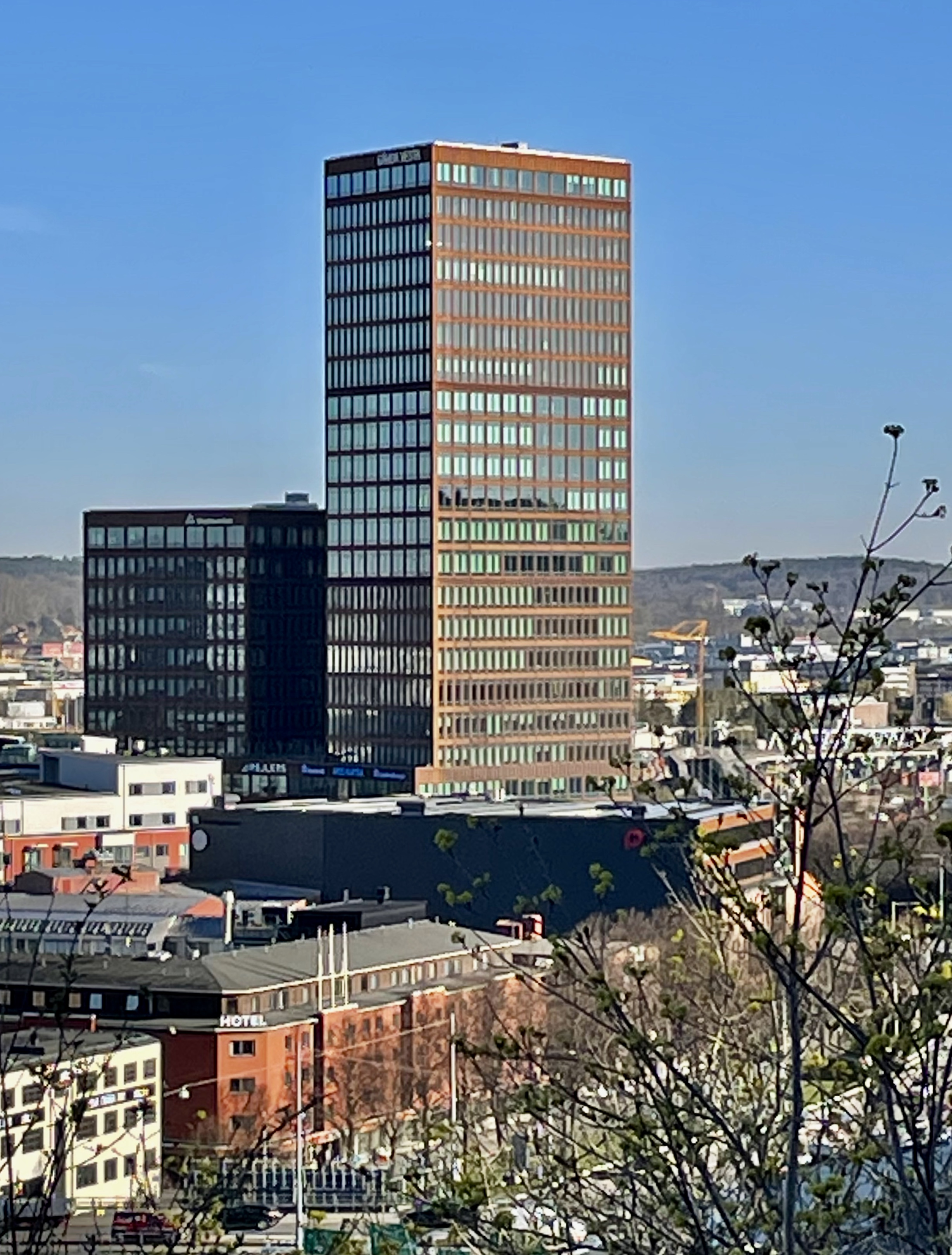
Gårda Vesta
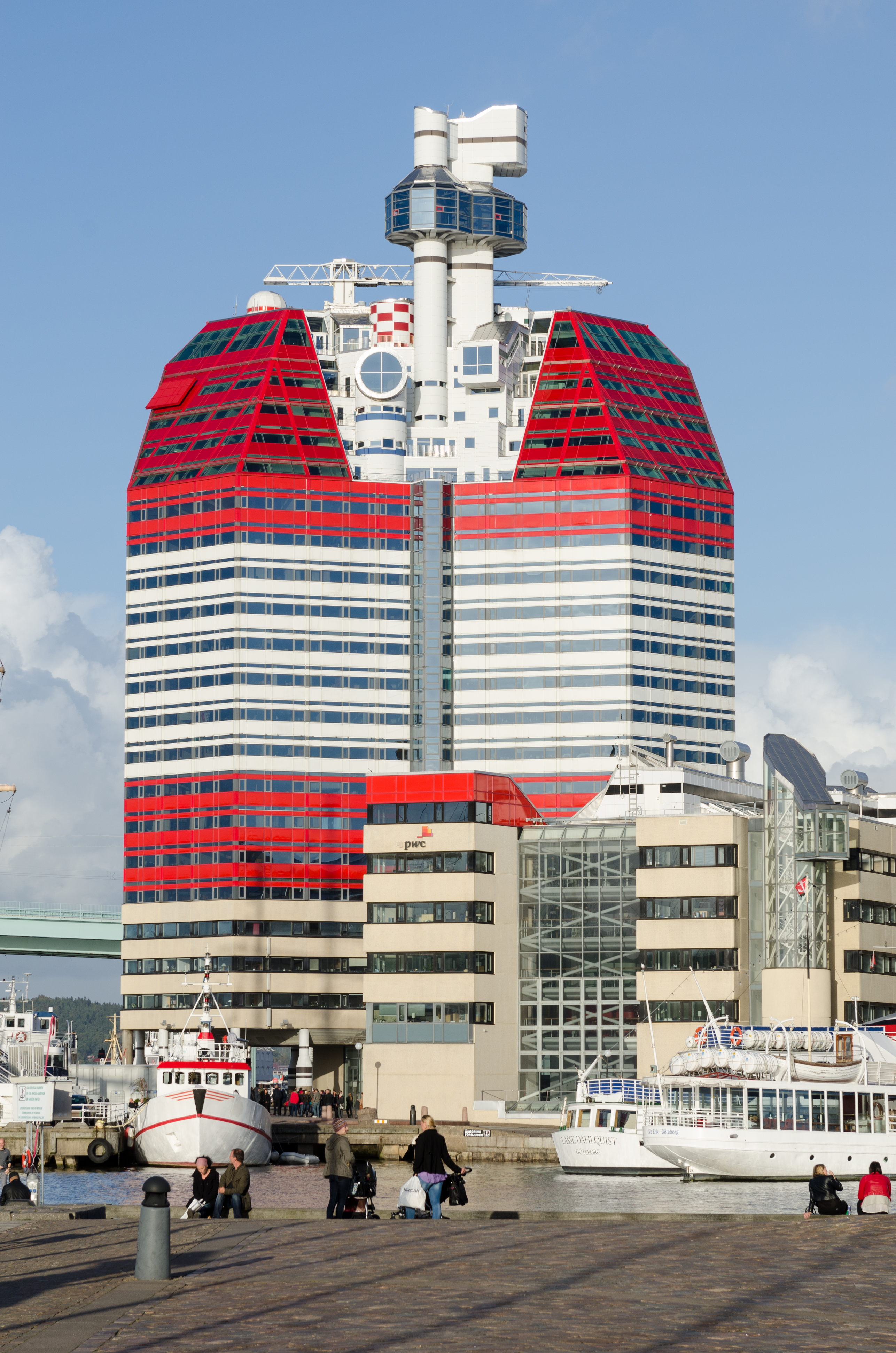
Lilla Bommen – Skanskaskrapan eller Läppstiftet.
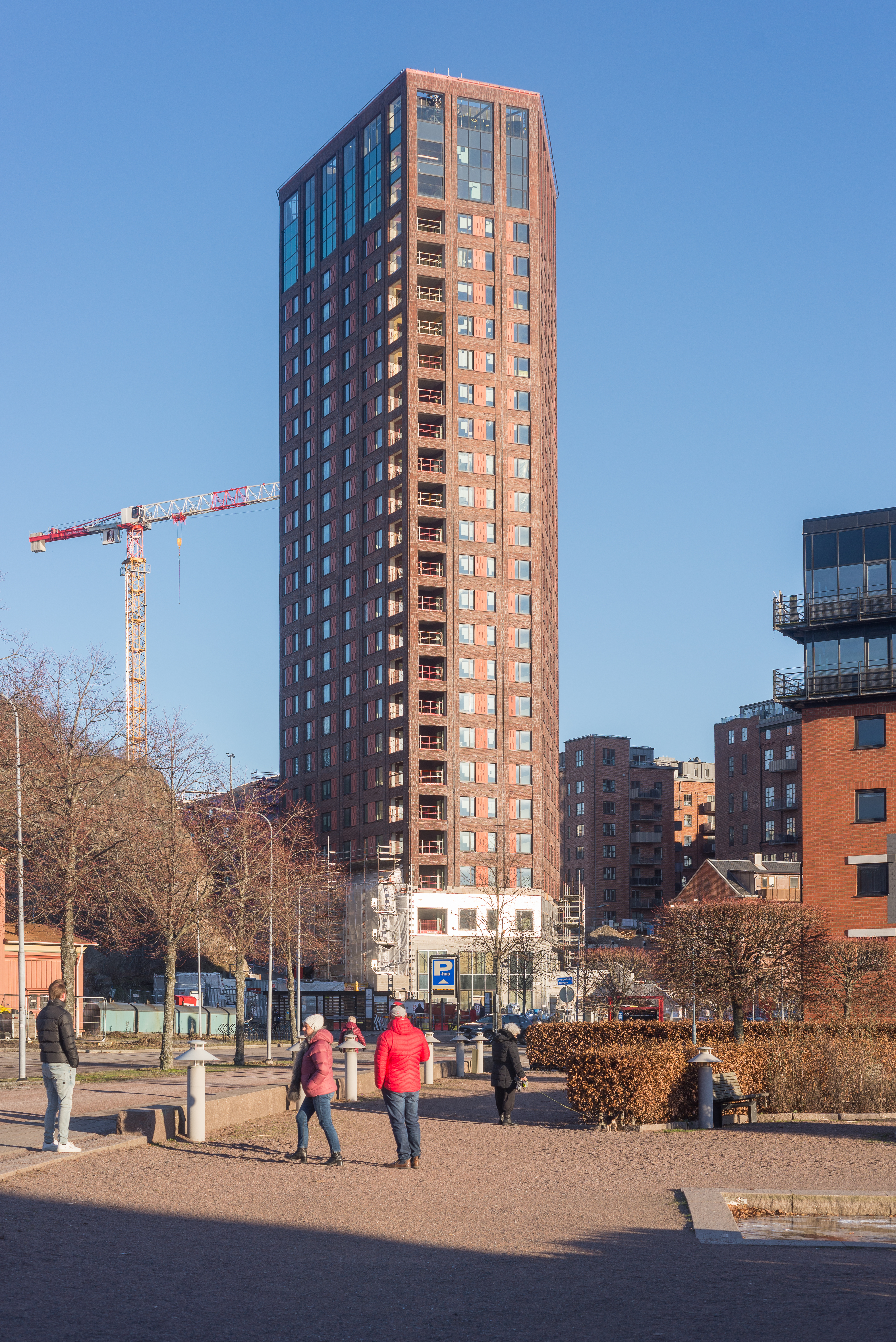
Kronjuvelen
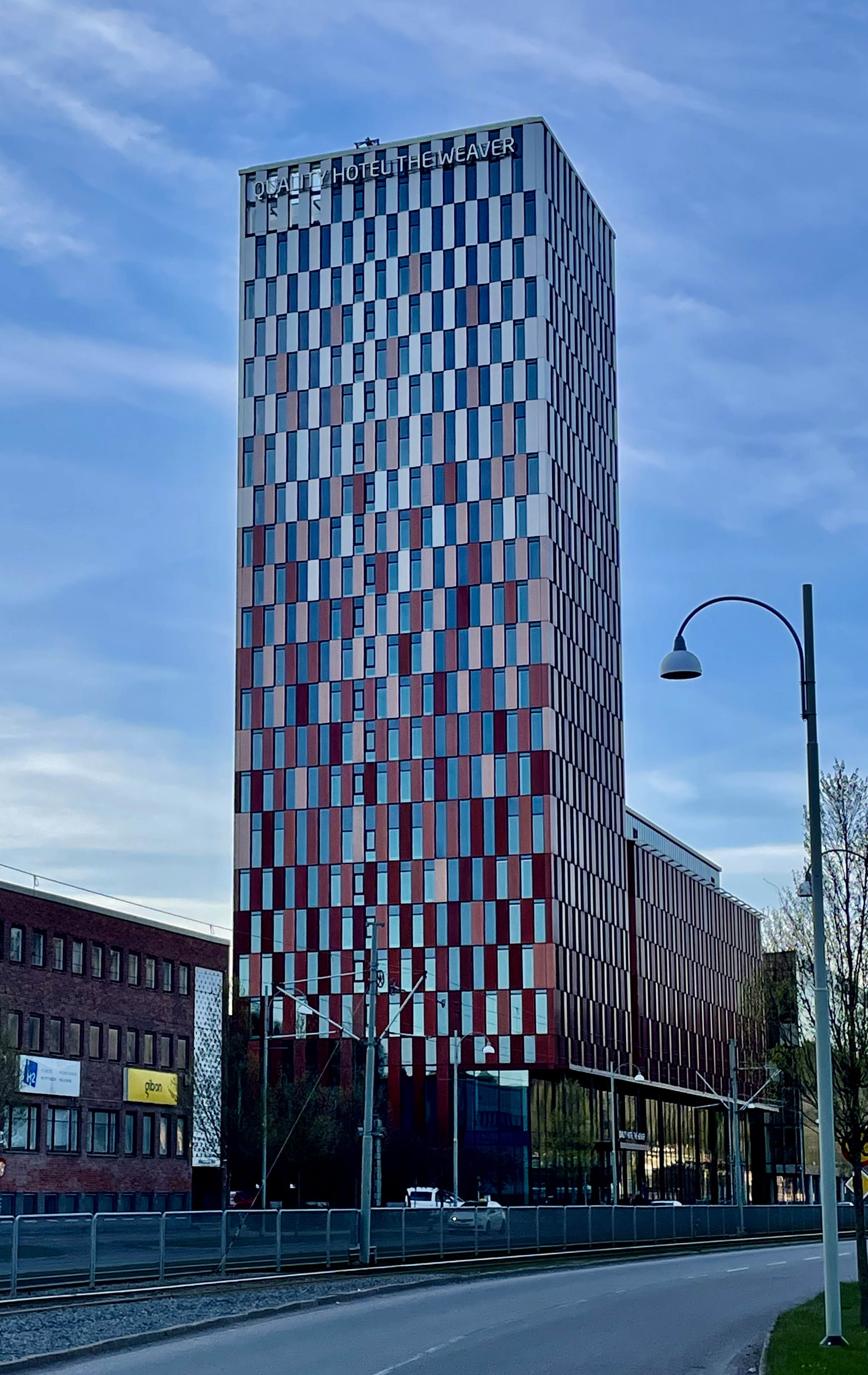
Hotel The Weaver
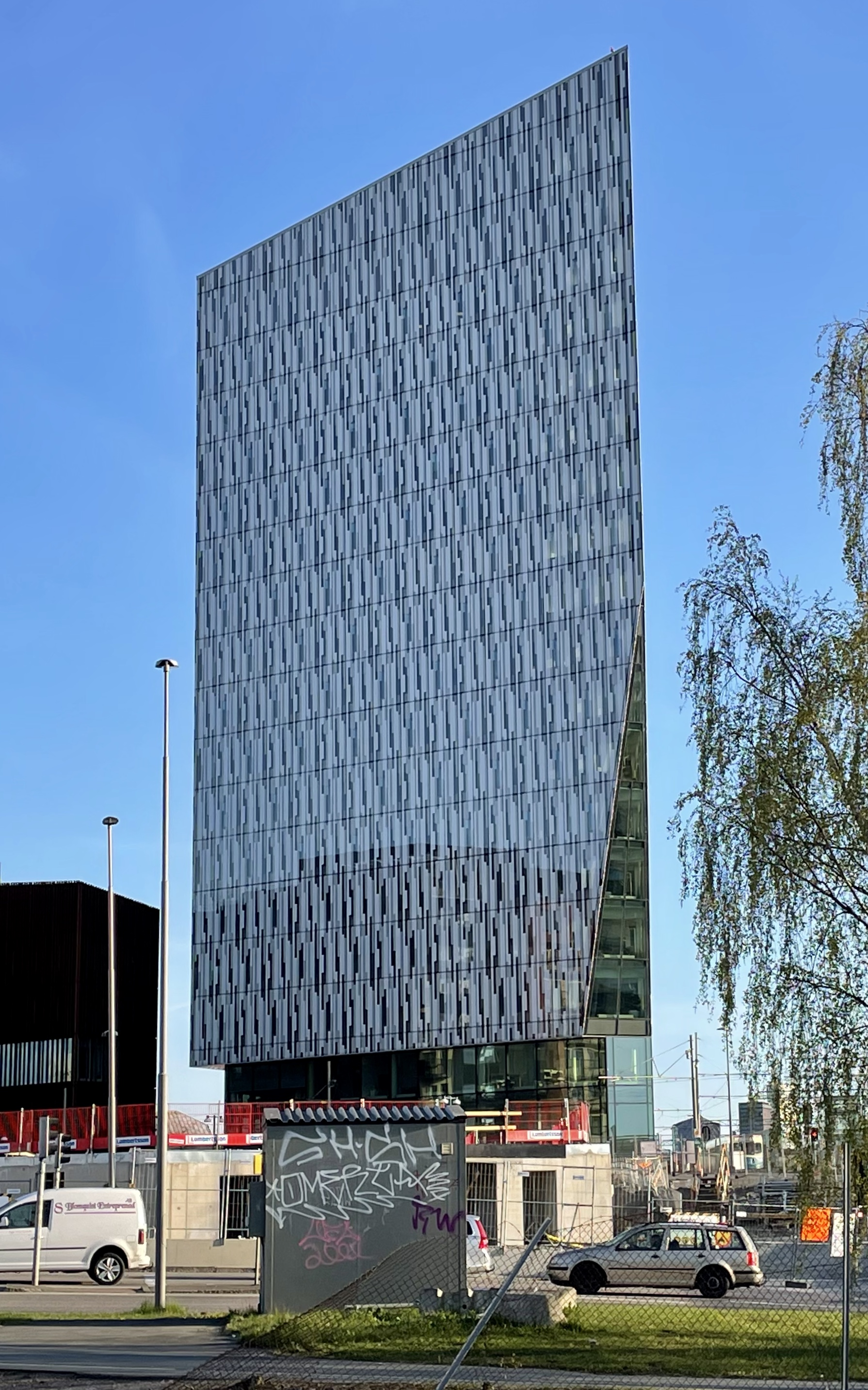
Gamlestads Torg
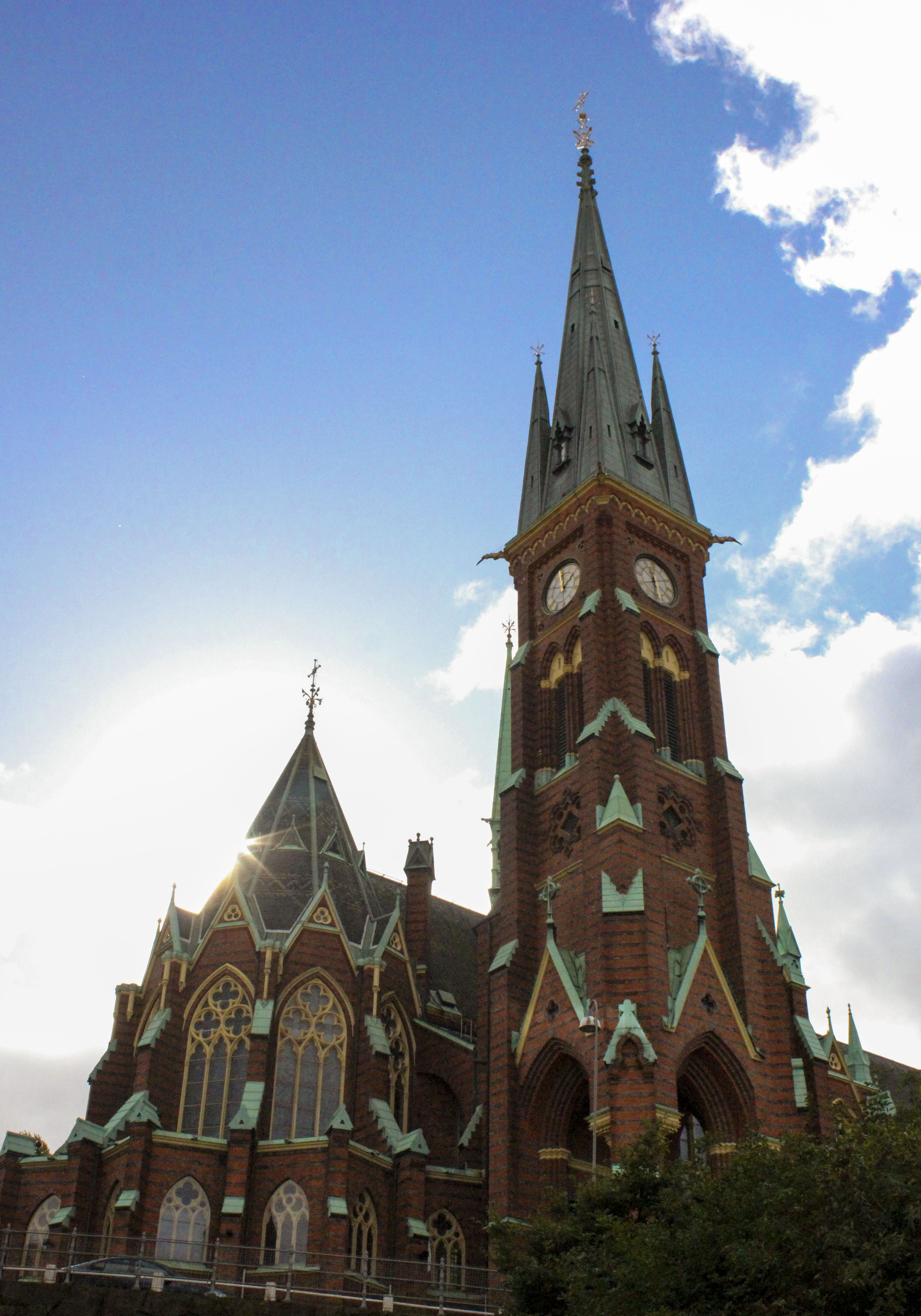
Oscar Fredriks Kyrka.
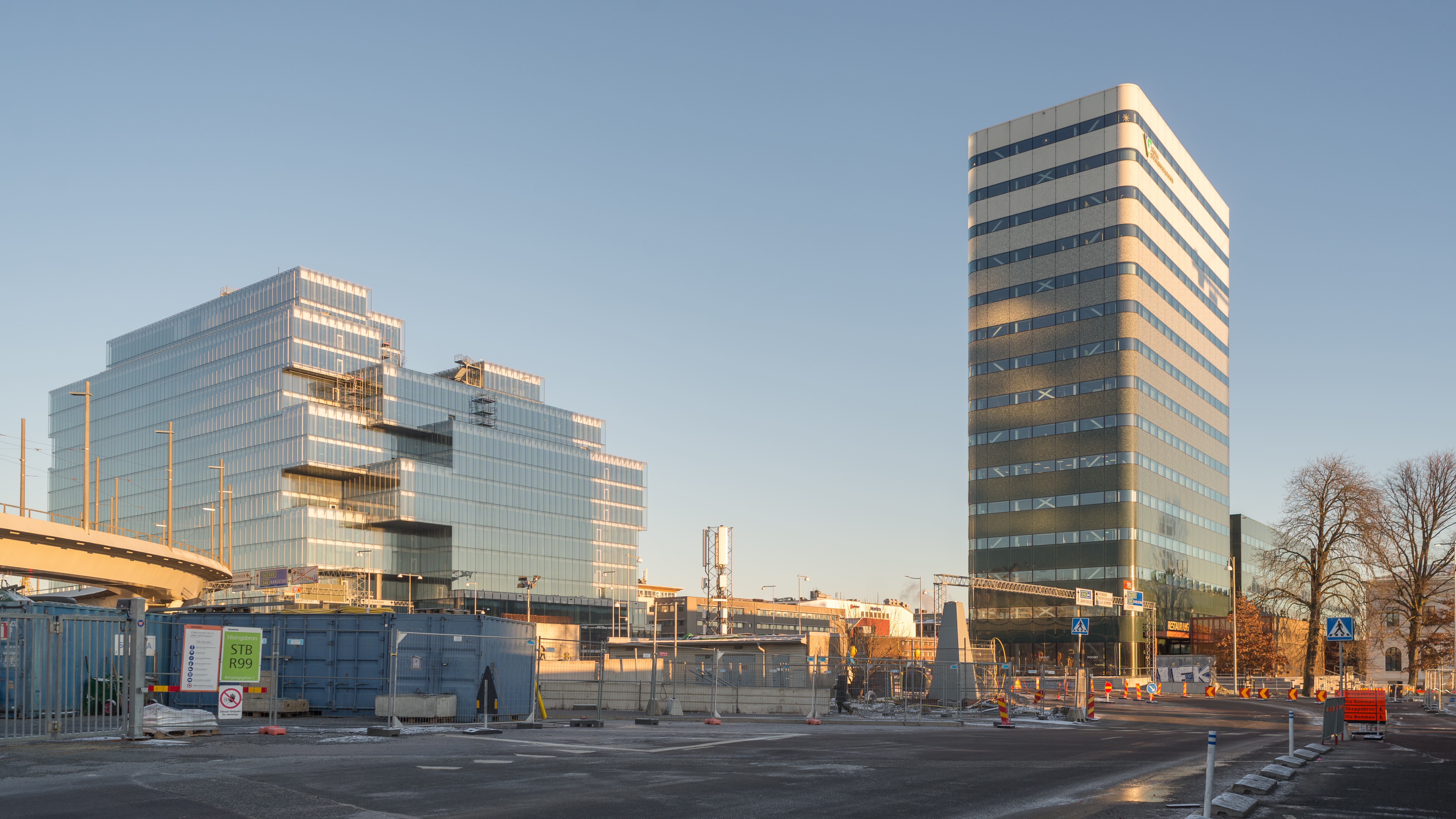
Platinan och Regionens hus
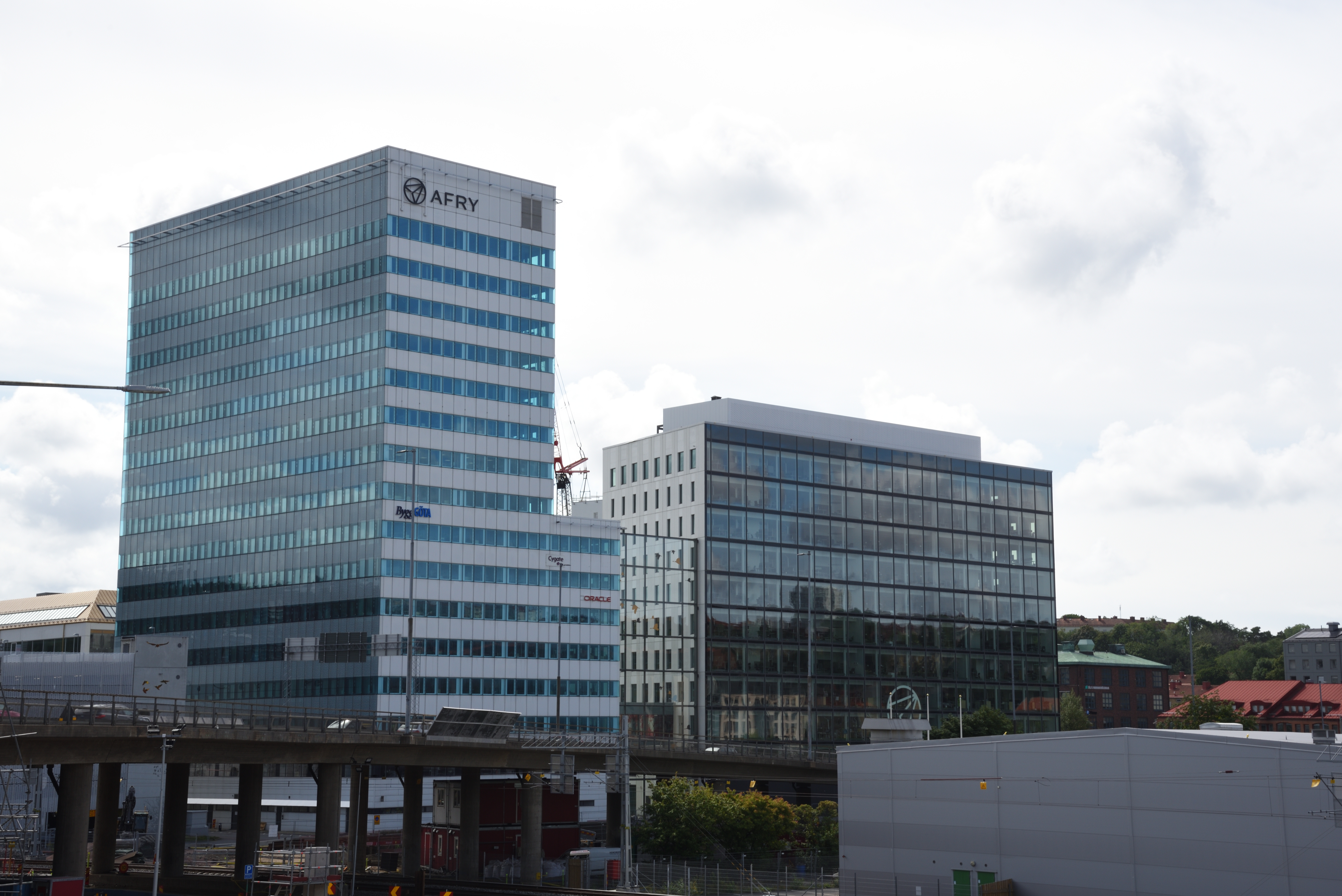
ÅF-huset
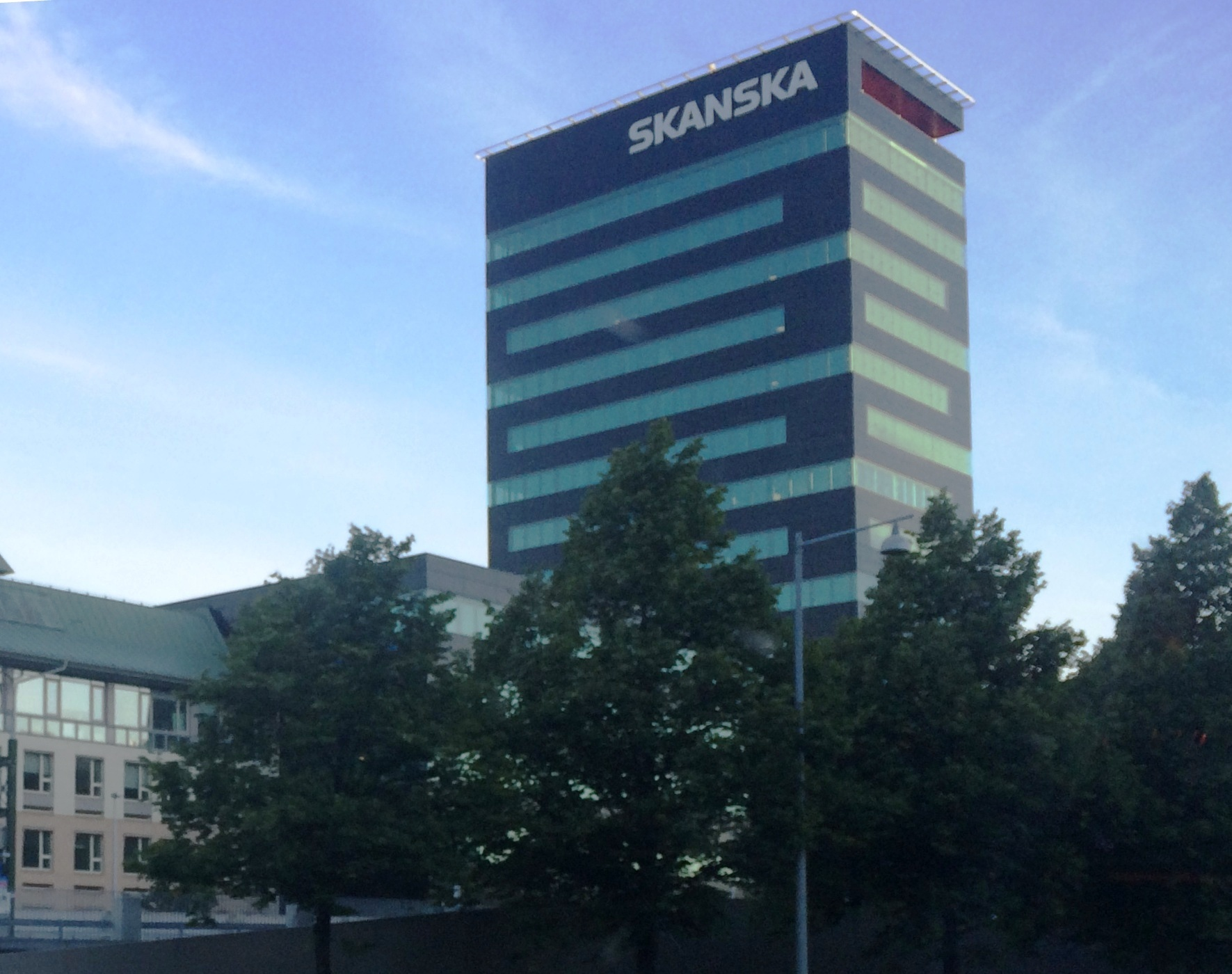
Gröna skrapan
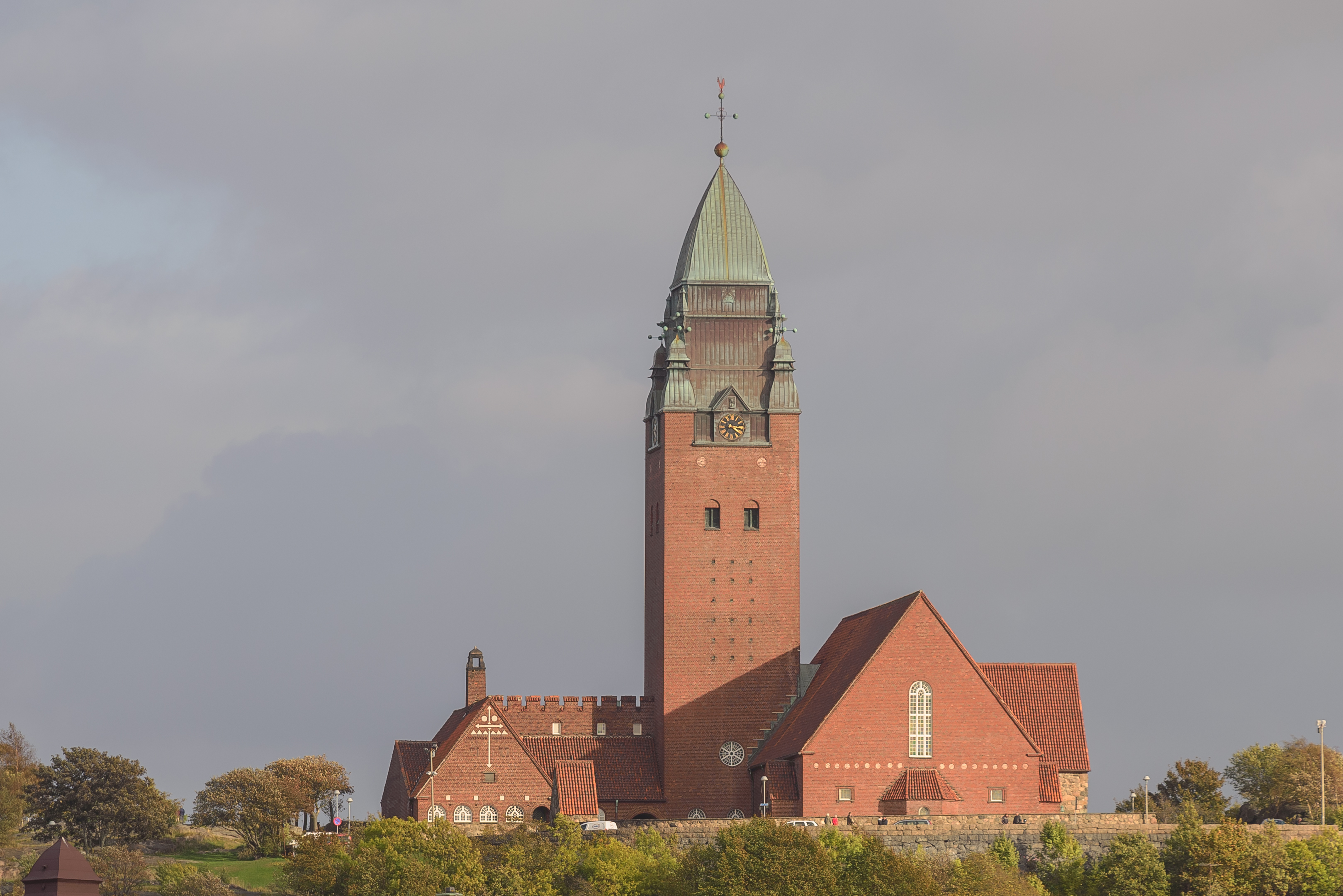
Masthuggskyrkan.
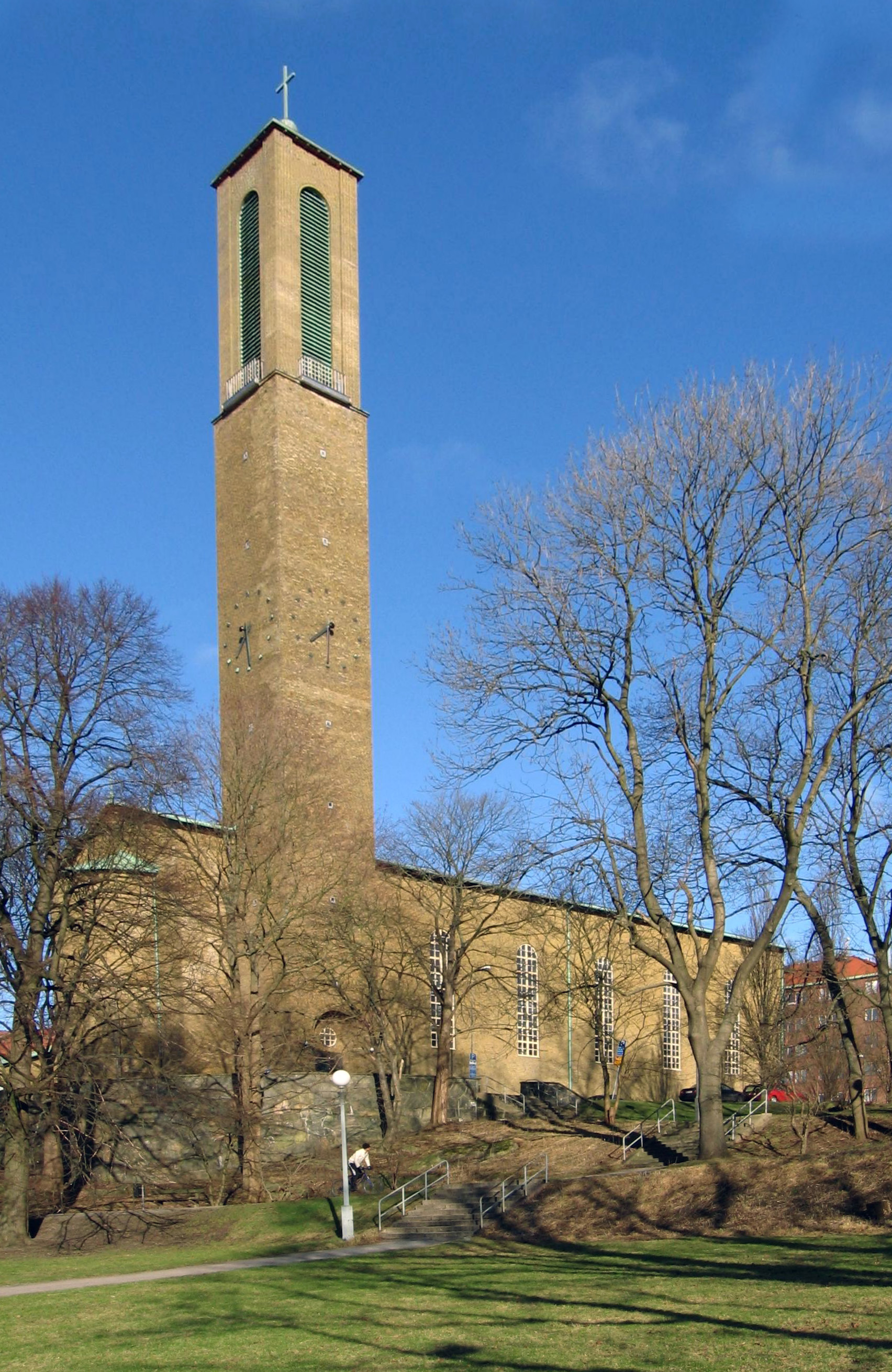
Johannebergskyrkan
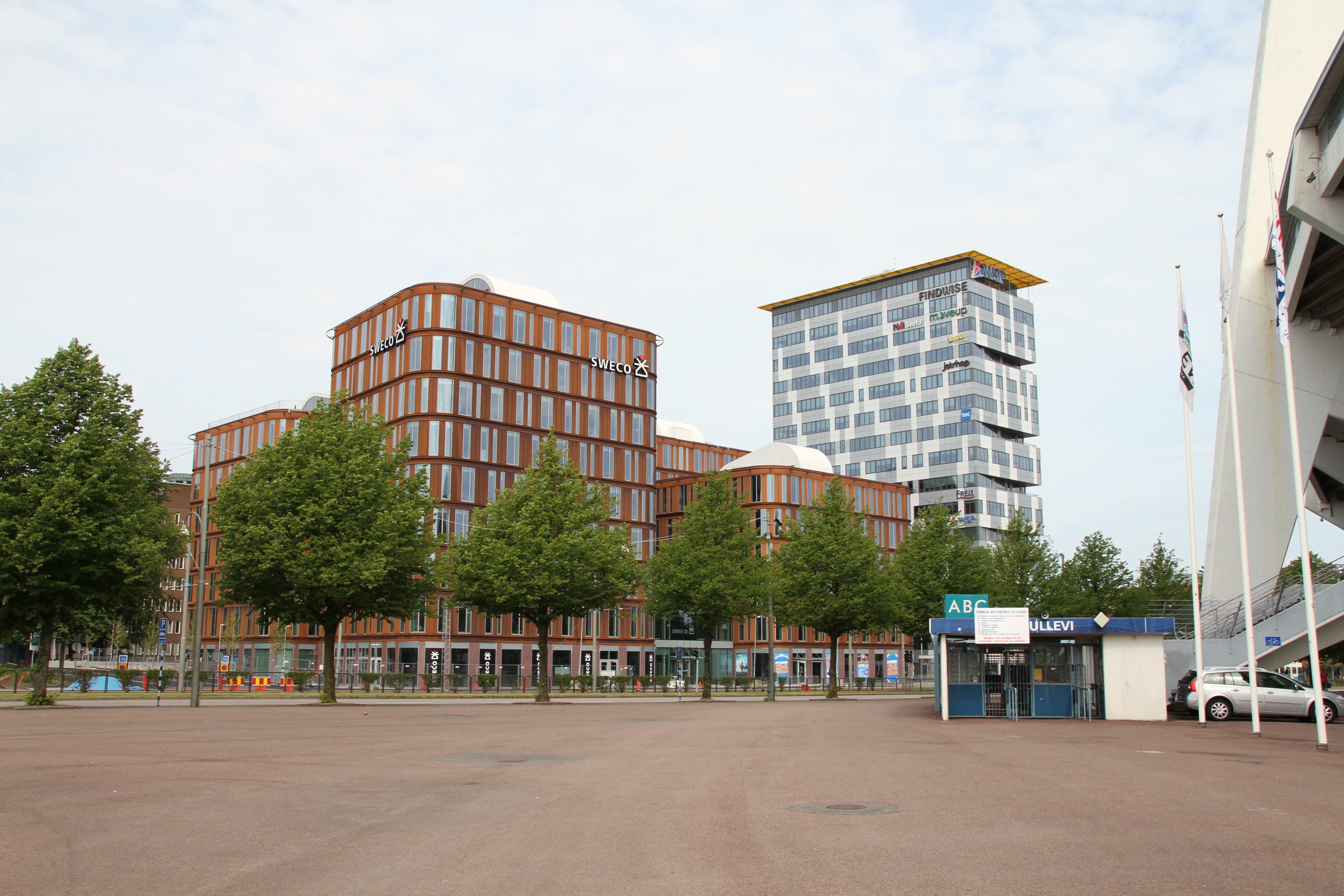
Ullevi Park är den vita byggnaden i mitten. Ullevi syns till höger.
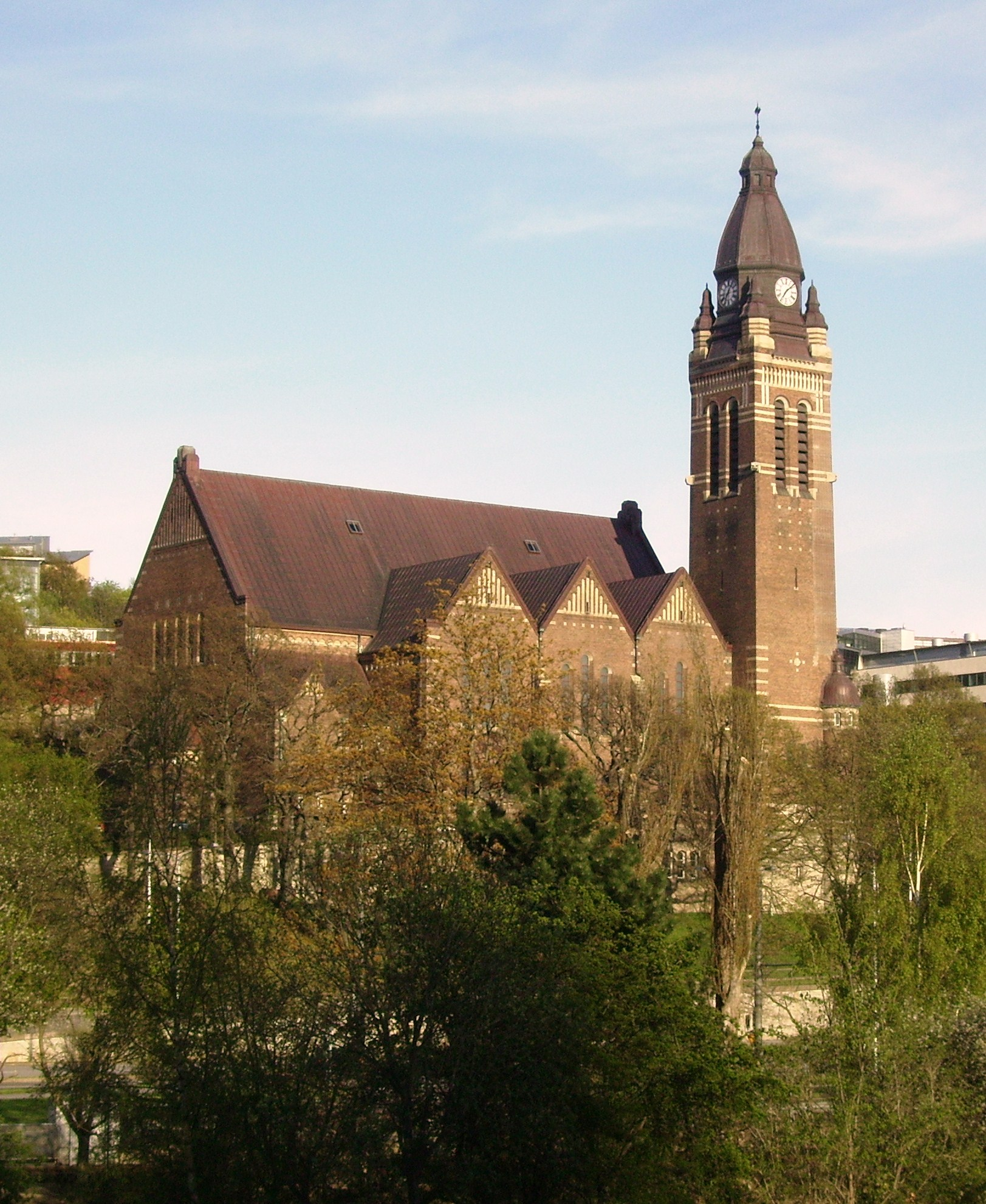
Annedalskyrkan

## Regler för listorna
Listan är avsedd för byggnader över 60m inom Göteborgs tätort.
Byggnaderna är sorterade efter arkitektonisk höjd. I den ingår t.ex. kors på kyrkor och räcken på fasader men exkluderar teknisk utrustning såsom antenner, åskledare, ventilationsutrustning m.m.. Den arkitektoniska höjden avser avståndet från markplan till toppen på byggnaden.
Byggnader sätts in i rätt lista baserat på hur långt projektet är kommet. De förs in i listan "Göteborgs högsta byggnader" efter färdigställandet.
Listan tar inte med konstruktioner som radiomaster, pyloner, kommunikationstorn, flygledningstorn, transportbyggnader och åkattraktioner.